# 鬆弛熊

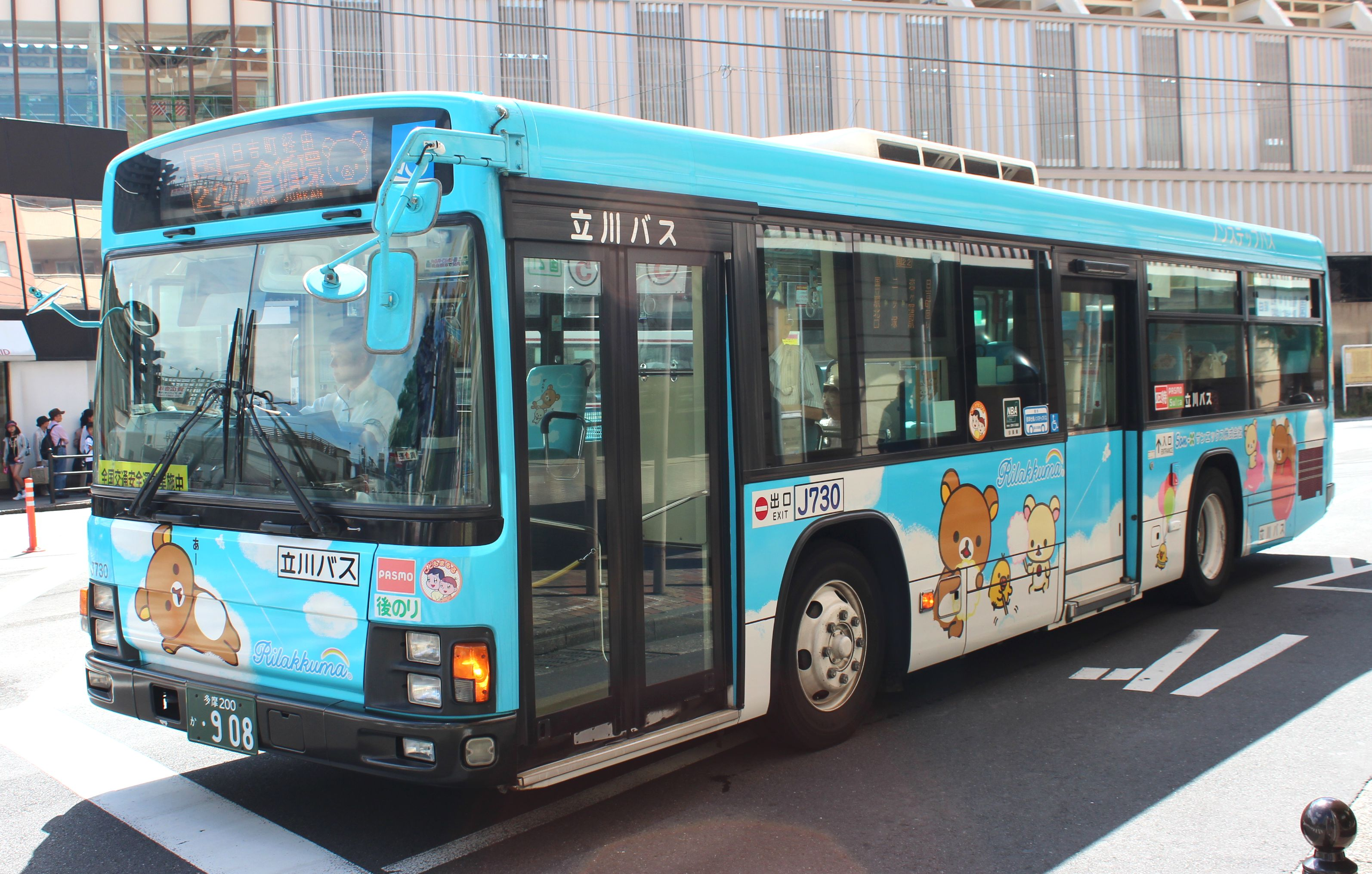
拉拉熊塗裝的公車

懶懶熊（日语： Rirakkuma）為日本San-X有限公司於2003年出品的卡通形象，此後衍生出諸多懶懶熊圖案的文具與周邊商品、主題餐廳，以及繪本、漫畫、定格動畫、電子遊戲等作品。
據2010年5月調查，懶懶熊為日本第五大受歡迎的卡通角色。在2021年5月的人氣票選中，懶懶熊則是San-X旗下角色中的第1名。

## 緣起
懶懶熊的作者Aki Kondo是San-X的員工，過去曾創造甘栗將（甘栗ちゃん）等角色。當時，San-X要求員工每個月創造一個角色。Kondo在觀賞一齣關於日本寵物狗熱潮的電視表演後，羨慕起寵物狗的生活，不像她忙於工作且希望能好好放鬆，這讓她開始有了打造懶懶熊的靈感。懶懶熊被設計成有點懶散的模樣，因為Kondo覺得這樣的角色很有趣，且相信那將看來很可愛。
2003年9月開始販售懶懶熊的第一項週邊商品，商品主要以「再現懶懶熊生活的○○系列」的形式呈現。初期代表系列為「戶外系列」。這是將被小雞說「偶爾也該到戶外走走吧」而在房間中鑽進睡袋，心情上進入戶外的懶懶熊的系列。
至2009年，累計營業額（所有商品）為1000億日圓。在San-X所推出的角色之中，市場規模超越「趴趴熊（たれぱんだ）」（1999年〜2000年的兩年中營業額達700億円），是個持久的人氣角色。
至2009年，商品總銷售量約為1萬件，相關書籍的總銷售量為273萬本。

## 名稱
懶懶熊名字的由來是日文片假名中「放鬆」（rirakkusu）和「熊」（kuma）兩字的組合。台灣統一超商將其譯作拉拉熊。英文名稱最初寫Relaxuma，不過至2011年幾乎已統一為Rilakkuma、商標登錄也是Rilakkuma。

## 主要登場角色

### 懶懶熊
一天突然出現在小薰家中，擅自住下的咖啡色布偶熊，有黃色的耳朵、手腳掌和肥白色的肚子，自稱懶懶熊，來歷及真實身份不明。懶懶熊的背後有拉鍊，拉開可以看見水藍色水滴花紋的布料，其中的內容物則是秘密。懶懶熊的布偶裝是買來的，有許多件備用，並使用鬆餅香氣的衣物柔軟劑清洗晾乾。布偶裝也曾經縮水變舊、被小白熊惡作劇加上裝飾或將備用的頭套拿來放置雜物等等。耳朵有時會因睡覺壓扁，似乎能夠自由地動耳朵。
懶懶熊喜歡的食物有：奶油布丁、鬆餅、蛋包飯、小丸子、擔擔麵、蛋餅等，享用喜愛的美食時會臉紅，身體會不由自主地震動。最常抱著小薰的黃色抱枕滾來滾去，懶懶散散地放空，此外尚有看電視、泡溫泉、聽音樂、逛網拍購買新的布偶裝等興趣。拉拉熊同時喜愛睡懶覺。拉拉熊隨著繪本的特定主題，不時會再外穿貓、兔子、海獺、蜜蜂等布偶裝。拉拉熊實在是太可愛了，他愛搗蛋的性格吸引了小薰的注意。

### 小薰
- 配音：多部未華子（《懶懶熊與小薰》）

小薰（日语： Kaoru）是在東京都內工作的25歳粉領族，與懶懶熊、小白熊、小黃雞一同生活。小薰一開始對突然出現的懶懶熊感到疑惑，但逐漸覺得是隻療癒角色而照顧著他。在懶懶熊的要求之下，蛋料理的技術日益精進，還曾經做綿羊布偶裝給小白熊。在插畫中不曾和其它角色同時現身，只以聲音斥責懶懶熊，或在繪本開頭的新詩、介紹文或剪影中出現。San-X也未曾發行小薰圖樣的周邊商品。
在2019年的Netflix停格動畫《拉拉熊與小薰》中，首度登場於畫面中，具有褐色短髮的形象。職場與感情生活都不順心，只能從拉拉熊等角色的陪伴中得到療癒。

### 小黃雞
小黃雞（日语： Kiiroitori，又譯鼻窿雞、管家雞、多嘴雞、豬鼻雞）是小薰飼養的寵物雞，比懶懶熊更早來到小薰家。自從懶懶熊住下，開始能自己出入籠子，主動負責掃除、料理、裁縫等家事，替懶散的懶懶熊和頑皮的小白熊善後。興趣是存錢，會藉由打掃的機會將發現的硬幣收集在罐子裡。
在漫畫中，小黃雞經常扮演吐槽役（ツッコミ役），斥責散漫的懶懶熊，或成為小白熊捉弄的對象，但仍把懶懶熊、小白熊當成好玩伴。

### 小白熊
小白熊（日语： Korirakkuma，又譯牛奶熊、奶油熊、甜心熊）是2004年8月登場的新角色。外觀是米白色的布偶熊，有粉紅色的耳朵、手腳掌和白色的肚子，背後沒有拉鍊，胸口有一枚紅色的鈕扣，脂肪比例高。與懶懶熊同樣突然出現在小薰家，由小黃雞命名為小白熊（日文的原意為小懶懶熊）。曾被懶懶熊問「你是從哪裡來的熊？」，因此似乎並不是懶懶熊的舊識。
小白熊喜歡吃草莓、蘋果、櫻桃和鬆餅，興趣是玩耍和惡作劇，例如亂塗鴉、穿懶懶熊的衣服、擅自拉下懶懶熊的拉鍊、惡搞懶懶熊、不好好收拾玩過的玩具、讓遙控小鴨追逐小黃雞等。小白熊有很多玩具，經常登場的有遙控小鴨、企鵝布偶（在〈淘氣的每一天〉（ヤンチャナマイニチ）系列登場）、小貘布偶（在〈晚安〉（おやすみ）系列登場）、粉紅小鴨布偶、兔子布偶和積木。喜歡節奏快的音樂，聽音樂時多半戴著耳機。在後期的一些以小白熊為主角的主題插畫中，如2018年5月〈小白熊度假〉（コリラックマバケーション）、2019年12月〈鏡中的小白熊〉（鏡の中のコリラックマ）等，小白熊惡作劇的一面逐漸減少，較為突顯她的童真想像和女性特質，也顯得牛奶熊身材肥胖。
小白熊在早期的作品中不太說話，不過草莓系列中他看見心形草莓時說了一句「有了（あった）」，森林懶懶熊系列在給懶懶熊蘋果時說了一句「給你（ハイ）」，逐漸開始會講話了。有時也會模仿懶懶熊說話，比如懶懶熊說「拘泥小細節是成不了事的（あくせくしたってはじまりませんぜ）」時，小白熊模仿他說「不了事的～（ませんぜ～）」。

### 茶小熊
茶小熊（日语： Chairoikoguma，又譯蜜茶熊）是2016年3月登場的新角色。外觀深茶色的真實的熊（不是布偶），有白色的胸毛、黃色懶懶熊圖案的腳掌，是小白熊在蜂蜜森林發現的新朋友，名字由小白熊命名，為女性。
茶小熊體型略小於小白熊，愛吃蜂蜜，身上有蜂蜜的體香，屁股也因此沾到一滴熊頭形狀的蜂蜜。茶小熊喜歡吼叫、用四隻腳走路，會在小白熊造訪蜂蜜森林時與她一同玩耍，和小白熊、懶懶熊、小黃雞等角色一起分享蜂蜜。
茶小熊雖獨居於蜂蜜森林中，但他還有其它小動物朋友：熊熊蜜蜂（くまんばち），以及同樣有著胸毛的櫻花小栗鼠（サクラノコリス）、薄荷小鳥（ミントノコトリ）和青色小狼（アオイコオオカミ）。

## 拉拉熊專賣店
目前有以下幾家懶懶熊專賣店，其中部分店家也販售角落生物商品。
- 東京車站店 - 2009年2月20日開店（2011年1月10日～7月1日短期歇業） - 東京車站地下街的東京車站一番街。
- 大阪梅田店 - 2008年9月13日開店 - 大阪梅田阪急三番街。
- 福岡PARCO店 - 2010年3月19日開店 - 福岡天神的福岡PARCO。
- 吉祥寺店 - 2010年10月15日開店 - coppice KICHIJOJI（コピス吉祥寺），吉祥寺車站北口步行2分鐘。
- 札幌店 - 2011年9月10日開店 - JR札幌車站paseo。
- 晴空塔店 - 2012年5月22開店 - SKYTREE購物中心內
- 神戶店 - 2014年4月18日開店 - Kobe Harborland umie Mosaic二樓
- 富士見店 - 2015年4月10日開店 - 埼玉縣富士見市
- 上小田井店 - 2015年7月3日開店 - 愛知縣名古屋市
- LaLaPort EXPOCITY店 - 2015年11月19日開店 - 大阪府吹田市
- 名古屋店 - 2017年4月17日開店
- 池袋Sunshine City店 - 2017年11月23日開店

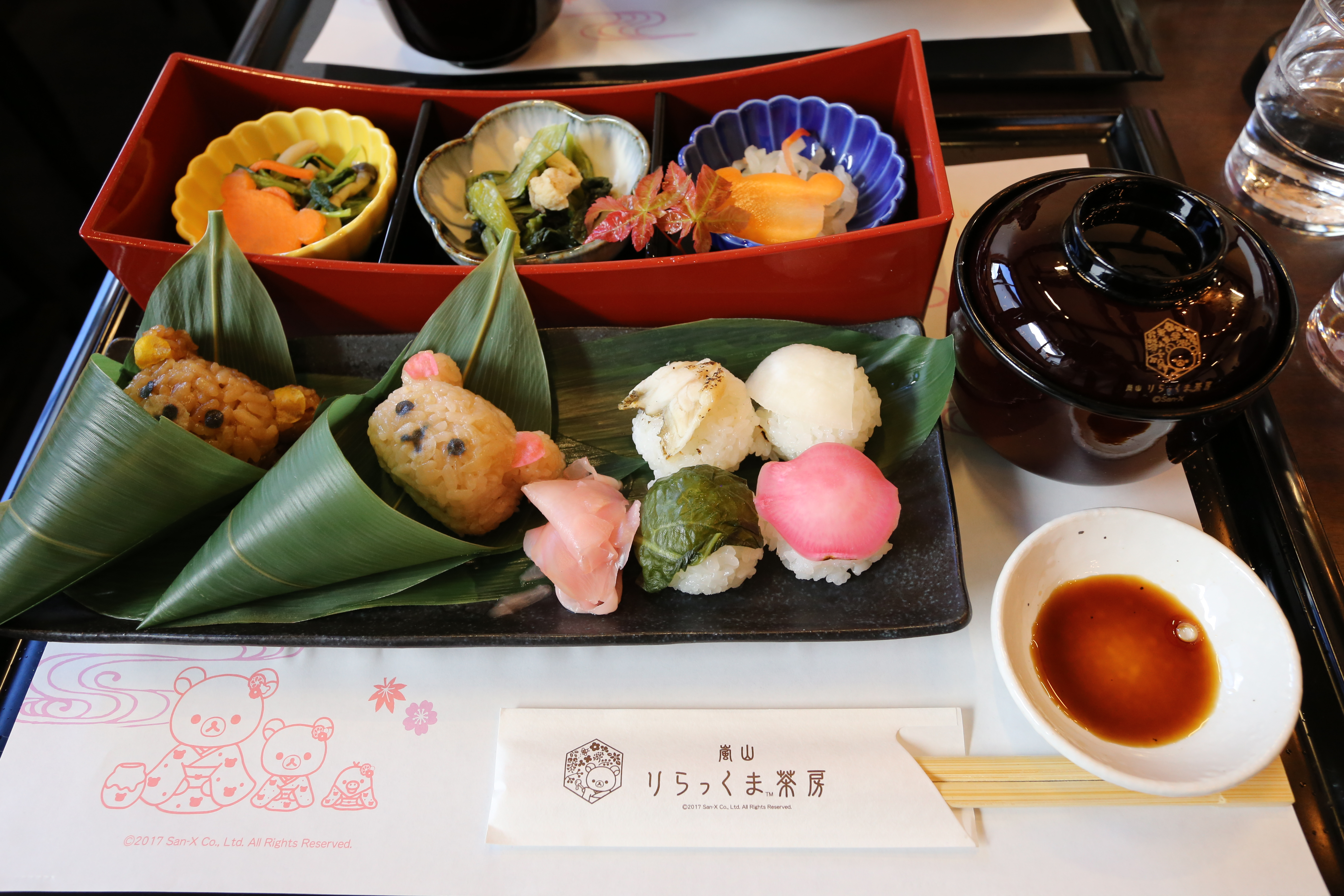
嵐山拉拉熊茶房的主題餐

在嵐山與宮島有開設懶懶熊的主題餐廳「懶懶熊茶房」，販售懶懶熊的主題餐點。過去在台北市和台南市也曾有拉拉熊咖啡廳與拉拉熊茶屋，但已於2021年歇業。
在道後與草津有開設懶懶熊的溫泉用品專賣店「懶懶熊之湯」。

## 書籍
至2005年7月的銷售量，《懶懶熊的生活（リラックマ生活）》計34萬本、《休閒好時光（だららん日和）》計26萬本、《小黃雞真可靠（トリダヨリ）》計22萬本，貼紙集兩本計30萬本。

### 繪本
- 《熊的生活》（リラックマ生活）各本最後都有作者AKI KONDO的後記。

| 冊數 | 日文標題 | 中文標題                   | 主婦與生活社   | 主婦與生活社           | 布克文化                                  | 布克文化                                                             |
| 冊數 | 日文標題 | 中文標題                   | 發售日期       | ISBN                   | 發售日期                                  | ISBN                                                                 |
| ---- | -------- | -------------------------- | -------------- | ---------------------- | ----------------------------------------- | -------------------------------------------------------------------- |
| 1    |          | 拉拉熊的生活：推薦懶懶的每一天 | 2004年3月26日  | ISBN 4-391-12932-9     | 2009年2月17日 2011年5月22日 2020年1月19日 | ISBN 978-986-7010-78-0 ISBN 978-986-6278-23-5 ISBN 978-986-5405-49-6 |
| 2    |          | 懶懶好時光：熊的生活2      | 2004年11月19日 | ISBN 4-391-13019-X     | 2009年7月7日 2011年5月27日 2020年1月19日  | ISBN 978-986-7010-87-2 ISBN 978-986-6278-24-2 ISBN 978-986-5405-50-2 |
| 3    |          | 小雞真可靠：熊的生活3      | 2005年5月27日  | ISBN 4-391-13087-4     | 2009年8月2日 2011年5月27日 2020年1月19日  | ISBN 978-986-7010-88-9 ISBN 978-986-6278-25-9 ISBN 978-986-5405-51-9 |
| 4    |          | 熊熊日曆：熊的生活4        | 2006年9月15日  | ISBN 4-391-13322-9     | 2011年2月19日 2020年2月6日                | ISBN 978-986-6278-17-4 ISBN 978-986-5405-52-6                        |
| 5    |          | 打盹好氣氛：熊的生活5      | 2007年9月14日  | ISBN 978-4-391-13477-3 | 2011年6月5日 2020年2月6日                 | ISBN 978-986-6278-20-4 ISBN 978-986-5405-53-3                        |
| 6    |          | 發呆紀念日：熊的生活6      | 2008年8月6日   | ISBN 978-4-391-13655-5 | 2011年6月5日 2020年2月6日                 | ISBN 978-986-6278-21-1 ISBN 978-986-5405-54-0                        |
| 7    |          | 無所事事放假天：熊的生活7  | 2009年10月23日 | ISBN 978-4-391-13840-5 | 2012年6月15日                             | ISBN 978-986-6278-52-5                                               |
| 8    |          | 慢慢我最行：熊的生活8      | 2010年10月1日  | ISBN 978-4-391-13962-4 | 2012年8月2日                              | ISBN 978-986-6278-54-9                                               |
| 9    |          | 暖烘烘時間：熊的生活9      | 2011年9月16日  | ISBN 978-4-391-14108-5 | 2013年6月1日                              | ISBN 978-986-6278-77-8                                               |
| 10   |          | 向陽小日子：熊的生活10     | 2012年9月14日  | ISBN 978-4-391-14257-0 | 2014年5月8日                              | ISBN 978-986-5728-07-6                                               |
| 11   |          | 艷陽天預報：熊的生活11     | 2013年11月29日 | ISBN 978-4-391-14447-5 | 2016年1月7日                              | ISBN 978-986-5728-66-3                                               |
| 12   |          | 任小雞挑選：熊的生活12     | 2014年11月28日 | ISBN 978-4-391-14602-8 | 2017年6月15日                             | ISBN 978-986-9450-06-5                                               |
| 13   |          |                            | 2019年10月25日 | ISBN 978-4-391-15407-8 |                                           |                                                                      |
| 14   |          |                            | 2020年10月23日 | ISBN 978-4-391-15537-2 |                                           |                                                                      |
- 『リラックマのなんでもない今日』（コンドウアキ、主婦と生活社、2018/9、ISBN 9784391152432）

### 漫畫
- 《熊四格漫畫》（リラックマ4クママンガ）

| 冊數 | 主婦與生活社   | 主婦與生活社           | 布克文化      | 布克文化               |
| 冊數 | 發售日期       | ISBN                   | 發售日期      | ISBN                   |
| ---- | -------------- | ---------------------- | ------------- | ---------------------- |
| 1    | 2010年7月16日  | ISBN 978-4-391-13933-4 | 2012年11月5日 | ISBN 978-986-6278-58-7 |
| 2    | 2011年11月18日 | ISBN 978-4-391-14117-7 | 2014年3月6日  | ISBN 978-986-5728-03-8 |
| 3    | 2012年11月16日 | ISBN 978-4-391-14278-5 | 2015年4月9日  | ISBN 978-986-5728-40-3 |
| 4    | 2013年7月26日  | ISBN 978-4-391-14405-5 | 2016年1月7日  | ISBN 978-986-5728-68-7 |
| 5    | 2014年6月27日  | ISBN 978-4-391-14534-2 | 2017年8月10日 | ISBN 978-986-9478-29-8 |
| 6    | 2015年6月19日  | ISBN 978-4-391-14695-0 |               |                        |
| 7    | 2016年6月17日  | ISBN 978-4-391-14876-3 |               |                        |
| 8    | 2017年6月16日  | ISBN 978-4-391-15033-9 |               |                        |
| 9    | 2018年6月15日  | ISBN 978-4-391-15192-3 |               |                        |
| 10   | 2019年5月24日  | ISBN 978-4-391-15360-6 |               |                        |
| 11   | 2020年5月22日  | ISBN 978-4-391-15484-9 |               |                        |

### 貼紙集
- 『懶懶熊懶懶散散貼紙集（リラックマだらだらシールブック）』（コンドウアキ、主婦と生活社、2004/11、ISBN 4391130181）
- 『懶懶熊懶散閃亮貼紙集（リラックマだらピカシールブック）』（コンドウアキ、主婦と生活社、2005/05、ISBN 4391130882）
- 『懶懶熊滾來滾去貼紙集（リラックマごろごろシールブック）』（コンドウアキ、主婦と生活社、2006/09、ISBN 4391133237）
- 『懶懶熊暖和閃亮貼紙集（リラックマほわピカシールブック）』（コンドウアキ、主婦と生活社、2007/09、ISBN 4391134780）

### 實用書（手工藝／食譜）
- 『自己來！手工懶熊（自分でできる! 手作りリラックマ）』（主婦と生活社、2006/03、ISBN 4391131072）
- 『懶懶熊的手工點心（リラックマの手作りおやつ）』（主婦と生活社、2006/07、ISBN 4391132672）
- 『常伴妳身旁！手工懶熊（いつもいっしょ! 手作りリラックマ）』（主婦と生活社、2006/09、ISBN 4391132680）
- 『懶懶熊與可愛角色的摺紙（リラックマとかわいいキャラおりがみ）』（主婦と生活社、2007/04、ISBN 4391133423）
- 『懶懶熊與可愛角色的菜餚＆便當（リラックマとかわいいキャラごはん＆おべんとう）』（主婦と生活社、2007/07、ISBN 4391134594）
- 『懶懶熊的小刺繡＆編織（リラックマの小さな刺しゅう＆ニット）』（主婦と生活社、2007/09、ISBN 439113456X）

## 網路影集
2019年4月19日於Netflix上對全世界公開放映定格動畫《拉拉熊與小薰》。
第二季動畫《拉拉熊主題樂園大冒險》正由Netflix制作完畢。

## 遊戲系列
- 「拉拉熊的每一天（リラックマなまいにち）」（ロケットカンパニー、ゲームボーイアドバンス、2005/04/28）
- 「拉拉熊～這兩週來打擾了～（リラックマ〜おじゃましてます2週間〜）」（インターチャネル、プレイステーション2、2005/09/01）
- 「我的拉拉熊（わたしのリラックマ）」（ロケットカンパニー、ニンテンドーDS、2007/04/12）
- 「直覺！一起玩吧拉拉熊（直感!あそんでリラックマ）」（ロケットカンパニー、ニンテンドーDS、2008/09/25）
- 「拉拉熊　大家一起悠閒生活（リラックマ みんなでごゆるり生活）」（エム・ティー・オー、Wii、2009/03/05）
- 「在家拉拉熊（おうちでリラックマ）」（日本コルムビア、任天堂Switch、2020）
- 「拉拉熊農園（リラ農園）」（Imagineer、2020）